# Саккасунна (Нью-Джерсі)
Саккасунна (англ. Succasunna) — переписна місцевість (CDP) в США, в окрузі Морріс штату Нью-Джерсі. Населення — 10 338 осіб (2020).

## Географія
Саккасунна розташована за координатами 40°51′4″ пн. ш. 74°39′30″ зх. д. / 40.85111° пн. ш. 74.65833° зх. д. (40.851023, -74.658201).  За даними Бюро перепису населення США в 2010 році переписна місцевість мала площу 13,43 км², з яких 13,28 км² — суходіл та 0,15 км² — водойми.

## Демографія
Згідно з переписом 2010 року, у переписній місцевості мешкали 9152 особи в 3110 домогосподарствах у складі 2651 родини. Густота населення становила 681 особа/км².  Було 3163 помешкання (235/км²).
Расовий склад населення:
| - 91,4 % — білих - 4,9 % — азіатів - 1,5 % — чорних або афроамериканців |

До двох чи більше рас належало 1,4 %. Частка іспаномовних становила 5,9 % від усіх жителів.
За віковим діапазоном населення розподілялося таким чином: 24,9 % — особи молодші 18 років, 63,0 % — особи у віці 18—64 років, 12,1 % — особи у віці 65 років та старші. Медіана віку мешканця становила 43,5 року. На 100 осіб жіночої статі у переписній місцевості припадало 98,2 чоловіків;  на 100 жінок у віці від 18 років та старших — 93,5 чоловіків також старших 18 років.
Середній дохід на одне домашнє господарство  становив 142 627 доларів США (медіана — 120 895), а середній дохід на одну сім'ю — 152 539 доларів (медіана — 130 774). Медіана доходів становила 91 709 доларів для чоловіків та 63 608 доларів для жінок. За межею бідності перебувало 3,7 % осіб, у тому числі 6,5 % дітей у віці до 18 років та 2,3 % осіб у віці 65 років та старших.
Цивільне працевлаштоване населення становило 4708 осіб. Основні галузі зайнятості: освіта, охорона здоров'я та соціальна допомога — 21,2 %, науковці, спеціалісти, менеджери — 18,0 %, роздрібна торгівля — 10,7 %, фінанси, страхування та нерухомість — 9,7 %.